# Filmland
Filmland var et dansk filmmagasin, der blev vist på DR i perioden 2003-2004.
Programmets vært var Søren Høy, der anmeldte og præsenterede klip fra biografaktuelle film.
DR's P1 har en radioudsendelse med samme navn, der bliver varetaget af Per Juul Carlsen.